# Ruy-Montceau
Ruy-Montceau is een gemeente in het Franse departement Isère (regio Auvergne-Rhône-Alpes). De plaats maakt deel uit van het arrondissement La Tour-du-Pin. Tot 1 september 2015 heette de gemeente Ruy. De gemeente telde 4.771 inwoners op 1 januari 2022.

## Geografie
De oppervlakte van Ruy-Montceau bedroeg op 1 januari 2022 20,81 vierkante kilometer; de bevolkingsdichtheid was toen 229,3 inwoners per km².

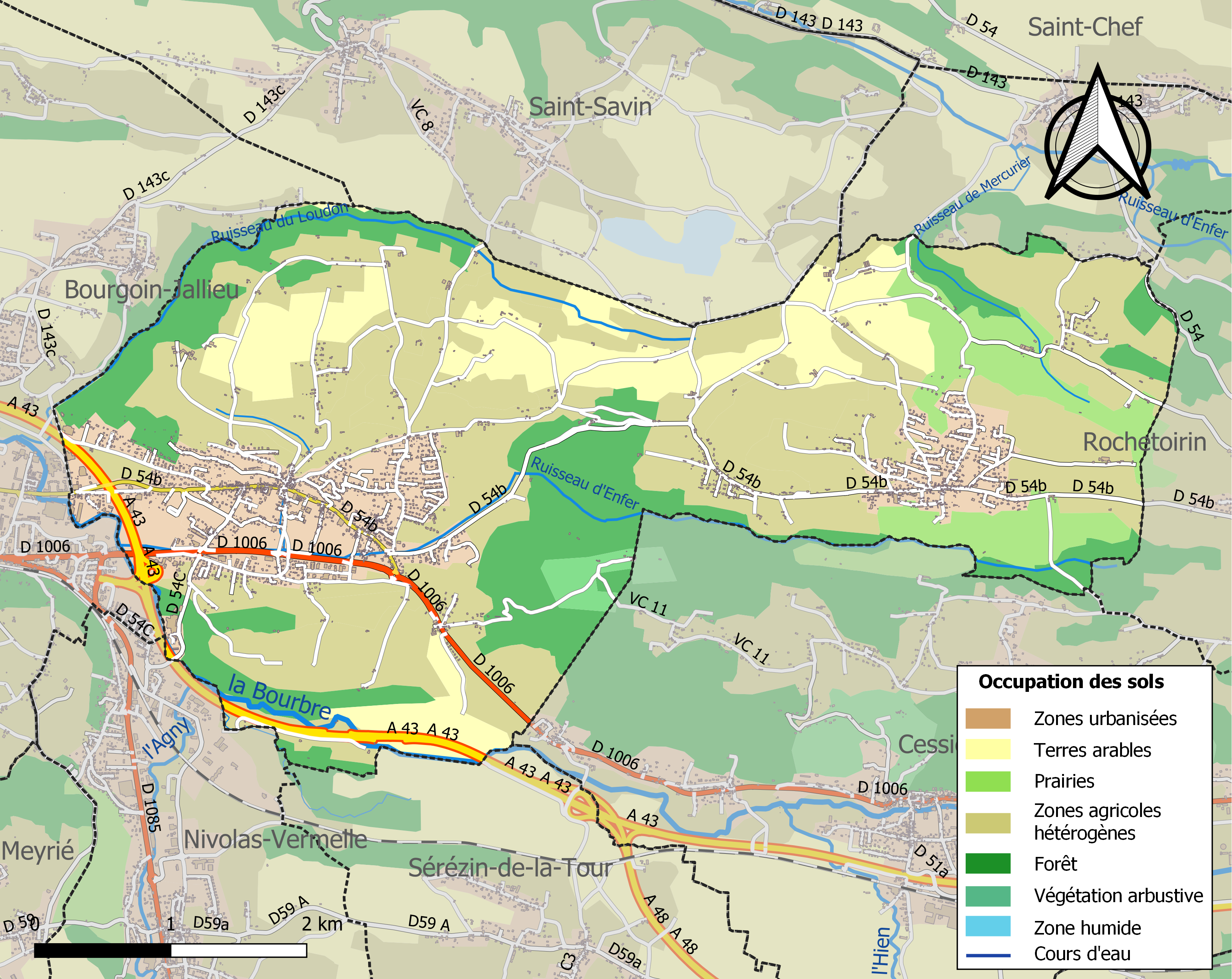
Kaart van de gemeente met de belangrijkste infrastructuur, bodemgebruik en omliggende gemeenten

## Demografie
Onderstaande figuur toont het verloop van het inwonertal (bron: INSEE-tellingen).